# فیلیپ انشوتس
فیلیپ اَنشوتس (انگلیسی: Philip Anschutz؛ ۲۸ دسامبر ۱۹۳۹) کارافرین آمریکایی است. آنشوتس شرکت حفاری پدرش، سرکل ای دریلینگ، را در سال ۱۹۶۱ خرید و در وایومینگ درآمد زیادی به دست آورد. آو در سهام، املاک و راه آهن سرمایه‌گذاری کرد. سپس او شروع به سرمایه‌گذاری در شرکت‌های سرگرمی کرد، از بنیانگذاران لیگ برتر فوتبال آمریکا و نیز تیم‌های متعددی از جمله باشگاه فوتبال لس‌آنجلس گلکسی، شیکاگو فایر، باشگاه فوتبال هیوستون دینامو، باشگاه فوتبال سن‌خوزه ارث‌کوئیکز، و باشگاه فوتبال نیویورک رد بولز بود. آنشوتس در لس‌آنجلس لیکرز، لس آنجلس کینگز، و اماکنی چون استیپلز سنتر، ورزشگاه او۲ آرنا لندن، و ورزشگاه استاب هاب سنتر سهم دارد. آنشوتس در فیلم‌های خانوادگی نظیر سرگذشت نارنیا  هم سرمایه‌گذاری کرده است. فوربز او را ۳۸مین ثروتمند آمریکا با ثروتی تخمین زده شده به ارزش ۱۱ میلیارد دلار در سال ۲۰۱۴ رتبه بندی کرده است.